# Renato Arapi
Renato Arapi (Durazzo, 28 agosto 1986) è un allenatore di calcio, dirigente sportivo ed ex calciatore albanese, di ruolo difensore.

## Caratteristiche tecniche
È un difensore centrale che può giocare anche come terzino sinistro.

## Carriera

### Club

#### Dinamo Tirana e Silkeborg
Ha fatto il suo debutto da calciatore professionista in campionato con la Dinamo Tirana, dove ha giocato solo per una stagione, la 2002-2003.
Il 1º luglio 2009 viene acquistato dalla squadra danese del Silkeborg in prestito oneroso per 65.000 euro. Rimane anche nella stagione successiva in Danimarca per poi fare ritorno in Albania.

#### Skënderbeu
Il 1º gennaio 2011 passa allo Skënderbeu squadra con la quale nella sua prima stagione ha conquistato il campionato.

### Nazionale
Ha giocato nelle nazionali giovanili albanesi Under-18, Under-19 ed Under-21.
Ha fatto il suo debutto con la nazionale maggiore albanese il 20 giugno 2011 nell'amichevole contro l'Argentina, entrando al minuto 80.

## Statistiche

### Presenze e reti nei club
Statistiche aggiornate al 10 aprile 2021.
| Stagione             | Squadra              | Campionato           | Campionato | Campionato | Coppe nazionali | Coppe nazionali | Coppe nazionali | Coppe continentali | Coppe continentali | Coppe continentali | Altre coppe | Altre coppe | Altre coppe | Totale | Totale |
| Stagione             | Squadra              | Comp                 | Pres       | Reti       | Comp            | Pres            | Reti            | Comp               | Pres               | Reti               | Comp        | Pres        | Reti        | Pres   | Reti   |
| -------------------- | -------------------- | -------------------- | ---------- | ---------- | --------------- | --------------- | --------------- | ------------------ | ------------------ | ------------------ | ----------- | ----------- | ----------- | ------ | ------ |
| 2002-2003            | Dinamo Tirana        | KS                   | 1          | 0          | CA              | 0               | 0               | -                  | -                  | -                  | -           | -           | -           | 1      | 0      |
| 2003-gen. 2004       | Erzeni               | KP                   | 2          | 0          | CA              | 0               | 0               | -                  | -                  | -                  | -           | -           | -           | 2      | 0      |
| gen.-giu. 2004       | Dinamo Tirana        | KS                   | 0          | 0          | CA              | 0               | 0               | -                  | -                  | -                  | -           | -           | -           | 0      | 0      |
| 2004-2005            | Dinamo Tirana        | KS                   | 0          | 0          | CA              | 0               | 0               | -                  | -                  | -                  | -           | -           | -           | 0      | 0      |
| Totale Dinamo Tirana | Totale Dinamo Tirana | Totale Dinamo Tirana | 1          | 0          |                 | 0               | 0               |                    | -                  | -                  |             | -           | -           | 1      | 0      |
| 2005-2006            | Besa Kavajë          | KS                   | 19         | 1          | CA              | 0               | 0               | -                  | -                  | -                  | -           | -           | -           | 19     | 1      |
| 2006-2007            | Besa Kavajë          | KS                   | 27         | 1          | CA              | 0               | 0               | -                  | -                  | -                  | -           | -           | -           | 27     | 1      |
| 2007-gen. 2008       | Besa Kavajë          | KS                   | 16         | 1          | CA              | 0               | 0               | CU                 | 3                  | 0                  | SA          | 1           | 0           | 20     | 1      |
| gen.-giu. 2008       | Silkeborg            | 1D                   | 10         | 0          | CD              | 0               | 0               | -                  | -                  | -                  | -           | -           | -           | 10     | 0      |
| 2008-2009            | Silkeborg            | 1D                   | 13         | 0          | CD              | 0               | 0               | -                  | -                  | -                  | -           | -           | -           | 13     | 0      |
| Totale Silkeborg     | Totale Silkeborg     | Totale Silkeborg     | 23         | 0          |                 | 0               | 0               |                    | -                  | -                  |             | -           | -           | 23     | 0      |
| 2009-2010            | Besa Kavajë          | KS                   | 32         | 0          | CA              | 6               | 1               | -                  | -                  | -                  | -           | -           | -           | 38     | 1      |
| Totale Besa Kavajë   | Totale Besa Kavajë   | Totale Besa Kavajë   | 94         | 3          |                 | 6               | 1               |                    | 3                  | 0                  |             | 1           | 0           | 104    | 4      |
| 2010-gen. 2011       | Shkumbini            | KS                   | 16         | 0          | CA              | 0               | 0               | -                  | -                  | -                  | -           | -           | -           | 16     | 0      |
| gen.-giu. 2011       | Skënderbeu           | KS                   | 15         | 0          | CA              | 2               | 0               | -                  | -                  | -                  | -           | -           | -           | 17     | 0      |
| 2011-2012            | Skënderbeu           | KS                   | 23         | 0          | CA              | 10              | 0               | UCL                | 2                  | 0                  | SA          | 1           | 0           | 36     | 0      |
| 2012-2013            | Skënderbeu           | KS                   | 15         | 1          | CA              | 3               | 1               | UCL                | 2                  | 0                  | SA          | 1           | 0           | 21     | 2      |
| 2013-2014            | Skënderbeu           | KS                   | 30         | 3          | CA              | 7               | 0               | UCL+UEL            | 3+2                | 0                  | SA          | 1           | 0           | 43     | 3      |
| 2014-2015            | Skënderbeu           | KS                   | 33         | 0          | CA              | 3               | 0               | UCL                | 2                  | 0                  | SA          | 1           | 0           | 39     | 0      |
| 2015-2016            | Skënderbeu           | KS                   | 34         | 1          | CA              | 8               | 0               | UCL+UEL            | 3+5                | 0                  | SA          | 1           | 0           | 51     | 1      |
| Totale Skënderbeu    | Totale Skënderbeu    | Totale Skënderbeu    | 150        | 5          |                 | 33              | 1               |                    | 19                 | 0                  |             | 5           | 0           | 207    | 6      |
| lug.-ago. 2016       | Partizani Tirana     | KS                   | 0          | 0          | CA              | 0               | 0               | UCL+UEL            | 4+2                | 0                  | -           | -           | -           | 6      | 0      |
| 2016-2017            | Boluspor             | 1L                   | 18+1       | 0          | CT              | 3               | 0               | -                  | -                  | -                  | -           | -           | -           | 22     | 0      |
| 2017-2018            | Boluspor             | 1L                   | 27+2       | 1+0        | CT              | 1               | 0               | -                  | -                  | -                  | -           | -           | -           | 30     | 1      |
| Totale Boluspor      | Totale Boluspor      | Totale Boluspor      | 45+3       | 1+0        |                 | 4               | 0               |                    | -                  | -                  |             | -           | -           | 52     | 1      |
| 2018-gen. 2019       | Afjet Afyonspor      | 1L                   | 8          | 0          | CT              | 2               | 0               | -                  | -                  | -                  | -           | -           | -           | 10     | 0      |
| gen.-giu. 2019       | Teuta                | KS                   | 15         | 1          | CA              | 2               | 0               | -                  | -                  | -                  | -           | -           | -           | 17     | 1      |
| 2019-2020            | Teuta                | KS                   | 30         | 1          | CA              | 5               | 1               | UEL                | 2                  | 0                  | -           | -           | -           | 37     | 2      |
| 2020-2021            | Teuta                | KS                   | 26         | 0          | CA              | 3               | 1               | UEL                | 2                  | 0                  | SA          | 1           | 0           | 32     | 1      |
| Totale Teuta         | Totale Teuta         | Totale Teuta         | 71         | 2          |                 | 10              | 2               |                    | 4                  | 0                  |             | 1           | 0           | 86     | 4      |
| Totale carriera      | Totale carriera      | Totale carriera      | 410+3      | 11+0       |                 | 55              | 4               |                    | 32                 | 0                  |             | 7           | 0           | 507    | 15     |

### Cronologia presenze e reti in nazionale
| Cronologia completa delle presenze e delle reti in nazionale ― Albania | Cronologia completa delle presenze e delle reti in nazionale ― Albania | Cronologia completa delle presenze e delle reti in nazionale ― Albania | Cronologia completa delle presenze e delle reti in nazionale ― Albania | Cronologia completa delle presenze e delle reti in nazionale ― Albania | Cronologia completa delle presenze e delle reti in nazionale ― Albania | Cronologia completa delle presenze e delle reti in nazionale ― Albania | Cronologia completa delle presenze e delle reti in nazionale ― Albania |
| Data                                                                   | Città                                                                  | In casa                                                                | Risultato                                                              | Ospiti                                                                 | Competizione                                                           | Reti                                                                   | Note                                                                   |
| ---------------------------------------------------------------------- | ---------------------------------------------------------------------- | ---------------------------------------------------------------------- | ---------------------------------------------------------------------- | ---------------------------------------------------------------------- | ---------------------------------------------------------------------- | ---------------------------------------------------------------------- | ---------------------------------------------------------------------- |
| 20-6-2011                                                              | Buenos Aires                                                           | Argentina                                                              | 4 – 0                                                                  | Albania                                                                | Amichevole                                                             | -                                                                      | 81’                                                                    |
| 14-11-2012                                                             | Lancy                                                                  | Albania                                                                | 0 – 0                                                                  | Camerun                                                                | Amichevole                                                             | -                                                                      |                                                                        |
| 6-2-2013                                                               | Tirana                                                                 | Albania                                                                | 1 – 2                                                                  | Georgia                                                                | Amichevole                                                             | -                                                                      | 73’                                                                    |
| 15-11-2013                                                             | Adalia                                                                 | Bielorussia                                                            | 0 – 0                                                                  | Albania                                                                | Amichevole                                                             | -                                                                      |                                                                        |
| Totale                                                                 |                                                                        | Presenze                                                               | 4                                                                      |                                                                        | Reti                                                                   | 0                                                                      |                                                                        |

## Palmarès

### Club

#### Competizioni nazionali
- Coppa d'Albania: 2

Besa Kavajë: 2006-2007, 2009-2010
- Campionato albanese: 7

Skënderbeu: 2010-2011, 2011-2012, 2012-2013, 2013-2014, 2014-2015, 2015-2016
Teuta: 2020-2021
- Supercoppa d'Albania: 3

Skënderbeu: 2013, 2014
Teuta: 2020